# Canções para Ninar (álbum de Mariana Valadão)
Canções para Ninar é o quarto álbum de estúdio da cantora brasileira Mariana Valadão, lançado em agosto de 2015 pela gravadora Sony Music Brasil.
É um disco composto por faixas instrumentais, dedicada à bebês, baseadas em músicas da discografia solo de Mariana - incluindo as inéditas gravadas no ao vivo Vai Brilhar (2011) e "Quero Tocar-Te", gravada pelo Diante do Trono no álbum Quero Me Apaixonar (2003) quando ainda era integrante da banda.

## Faixas
1. "Vai Brilhar"
2. "Se eu Apenas Te Tocar"
3. "Holy"
4. "Hosana"
5. "Só uma Frase"
6. "Se Eu me Render"
7. "Seja Tudo em Mim"
8. "Que Amor É Esse?"
9. "De Todo Meu Coração"
10. "Deus me Ama"
11. "Tão Perto de Mim"
12. "Quero Tocar-Te"